# 오우치촌 (도치기현 하가군)
오우치촌(大内村)은 도치기현 하가군에 속했던 촌이다.

## 지리
현재의 모카시 북부에 해당한다.

## 역사
- 1889년 4월 1일 - 정촌제 시행에 의해 하가군 오치촌이 성립하였다.
- 1954년 3월 31일 - 모카 정, 야마자키 촌, 나카 촌과 합병해 모카정이 성립하여, 동일 오치촌은 폐지되었다.

## 인구
| 1891년 | 4,518 |
| 1920년 | 5,873 |
| 1935년 | 6,266 |
| 1950년 | 6,575 |

## 참고문헌
- 角川日本地名大辞典編纂委員会『가도카와 일본 지명 대사전 9 栃木県』、가도카와 쇼텐、1984年 ISBN 4040010906
- 日本加除出版株式会社編集部『全国市町村名変遷総覧』、日本加除出版、2006年、ISBN 4817813180